# Lagoa de Santo Antônio
Lagoa de Santo Antônio är en sjö i Brasilien.   Den ligger i delstaten Ceará, i den östra delen av landet, 1 600 km nordost om huvudstaden Brasília. Lagoa de Santo Antônio ligger 47 meter över havet.
Omgivningarna runt Lagoa de Santo Antônio är huvudsakligen savann. Runt Lagoa de Santo Antônio är det mycket glesbefolkat, med 6 invånare per kvadratkilometer.